# Aeroportul Shiyan Wudangshan
Aeroportul Shiyan Wudangshan (IATA: WDS, ICAO: ZHSY) este un aeroport din Hubei, Republica Populară Chineză ce deservește zona Shiyan⁠(d). Aeroportul a fost tranzitat în 2022 de 443.876 de pasageri. A fost deschis în 5 februarie 2016 și numit după zona deservită.
aeroportul dispune de o singură pistă.